# Gabriel Dupréau
Gabriel Dupréau, Praïeolus, théologien et philologue français, né en 1511 à Marcoussis, mort à Péronne en 1588.

## Biographie
Il professa la théologie au collège de Navarre à Paris, et combattit avec ardeur les nouveautés de Martin Luther et de Jean Calvin. 

## Œuvres
On a de lui : 
- Commentant es, prassiantissimis grammaticis desumpti
- Flores et sententias scribendique formula
- ex Ciceronis Epistolis familiarîbus
- De Vitis, sectis et dogmatibus omnium haereticorum, 1569, par ordre alphabétique
- Histoire de l'état et succès de l'Église, en forme de chronique universelle, 1585.

Il a traduit :
- du grec deux livres attribués à Mercure Trismégiste, sur la puissance et la volonté de Dieu
- du latin l'Histoire de la guerre sainte, de Guillaume de Tyr, 1573.

Il a édité :
- La Géomance du Seigneur Christofe de Cattan, gentilhomme Genevoys, 1558[1].